# 蔡朝焜 (1902年)
蔡朝焜（1902年—1937年11月16日），廣東雲浮郁南千官鎮雙龍村人。淞滬會戰中殉國的士官。

## 生平
1927年在國民革命軍第十九路軍蔡廷鍇部任第10師特務營任中尉排長，之後因作戰有功被受勳二等軍功勳章。1937年11月16日在駐地謝家橋與日軍激戰中彈殉國，死後蔡廷鍇還為蔡朝焜撰寫祭文。

## 紀念
蔡朝焜之子蔡秉龍先生為了紀念其父，蔡秉龍斥資1860萬在鬱南縣興建蔡朝焜紀念中學，學校於1995年籌建，1996年9月3日落成，省長朱森林親自為學校題寫校名。校園內有一座蔡朝焜烈士像，正面鐫刻著「淞滬抗日英烈蔡朝焜紀念像」十二個大字。